# (14366) Wilhelmraabe
(14366) Wilhelmraabe (1988 RX3) – planetoida z grupy pasa głównego asteroid okrążająca Słońce w ciągu 4,66 lat w średniej odległości 2,79 j.a. Odkryta 8 września 1988 roku.